# HYPER 90'S JAM TV
「HYPER 90'S JAM TV」（ハイパー ナインティーズ ジャム ティーヴィー）は、日本のロックバンド、JUDY AND MARYのビデオ・クリップ集。

## 解説
- 1994年12月12日にエピックレコードジャパンよりリリースされた。バンドとしては初めて発売されたビデオである。
- ジャケットに映っている4人は「Cheese "PIZZA"」のPVから。
- ビデオのタイトルである「HYPER 90'S JAM TV」という言葉は、当時のTAKUYAモデルのギターにもペイントされていた（ROBOTSの「コイビト」のジャケットで確認できる）。
- 全曲2ndアルバム『ORANGE SUNSHINE』の収録曲から成る。合間に、当時の短いインタビューが収録されている。
- ビデオシングル2本と共に、DVD化されていない作品である。但し、例外を除いて収録曲全ては『JUDY AND MARY ALL CLIPS -JAM COMPLETE VIDEO COLLECTION-』に収録された。

## 収録曲
1. POPSTAR
  - ショートヴァージョンのPV。
2. Hello! Orange Sunshine
3. 小さな頃から
4. ダイナマイト
  - ショートヴァージョンのPV。
5. Cheese "PIZZA"
  - 5曲目の映像が終わるとエンドロールとして、クレジットと共に「自転車」が流れる。PVではないが、「Cheese "PIZZA"」の衣装のまま4人が映っている。